# حارة الخشيبه (صنعاء)
حارة الخشيبه هي إحدى حارات حي صرف بمديرية شعوب إحد مديريات العاصمة اليمنية صنعاء، بلغ تعداد سكانها 574 نسمة حسب تعداد اليمن لعام 2004.